# Tlaxcala (Bundesstaat)
Tlaxcala [tla(k)sˈkala], offiziell Freier und Souveräner Staat Tlaxcala (spanisch Estado Libre y Soberano de Tlaxcala) ist ein mexikanischer Bundesstaat. Er ist mit 1.342.977 Einwohnern (Stand: 2020) auf 4016 km² der flächenmäßig kleinste mexikanische Bundesstaat. Die Hauptstadt ist Tlaxcala.

## Geographie
Tlaxcala liegt in Zentralmexiko und grenzt an die Bundesstaaten Hidalgo, México und vor allem Puebla, von dem er fast ganz umgeben ist.

## Bevölkerung
| Jahr | Einwohnerzahl |
| ---- | ------------- |
| 1950 | 284.551       |
| 1960 | 346.699       |
| 1970 | 420.638       |
| 1980 | 556.597       |
| 1990 | 761.277       |
| 1995 | 883.924       |
| 2000 | 962.646       |
| 2005 | 1.068.207     |
| 2010 | 1.169.936     |
| 2015 | 1.272.847     |
| 2020 | 1.342.977     |

## Geschichte
Vor Ankunft der Spanier war Tlaxcala ein unabhängiger Staat, der mit den Azteken in ständigem Kriegszustand lag. Bei den „Blumenkriegen“ der Azteken gegen ihre Nachbarn ging es darum, möglichst viele Kriegsgefangene zu machen, um sie den Göttern opfern zu können. Die geographisch am nächsten liegenden Tlaxcalteken waren davon am meisten betroffen, so ist es nicht verwunderlich, dass sie die Spanier nach einigen Gefechten schließlich mit offenen Armen aufnahmen. Die Tlaxcalteken waren bei der Eroberung Tenochtitláns entscheidend beteiligt und trugen die Hauptlast des Krieges. Tlaxcala kam in der Folgezeit zu dem sich formierenden Vizekönigreich Neuspanien. Im Zuge der Unabhängigkeit Mexikos entstand 1824 das Territorium Tlaxcala, das am 9. Dezember 1856 den Status eines Bundesstaats erhielt.

## Politik

### Gouverneur
Die Regierung des Bundesstaates wird von einem direkt vom Volk gewählten Gouverneur (span.: Gobernador) geleitet. Seit 2021 ist dies Lorena Cuéllar Cisneros von der Partei Movimiento Regeneración Nacional (Morena), ihre Amtszeit endet 2027.

### Verwaltungsgliederung
Der Bundesstaat Tlaxcala gliedert sich in 60 Municipios. Die Hauptstadt ist Tlaxcala.
Weitere wichtige Städte sind Apizaco, Huamantla, Zacatelco, Santa Ana Chiautempan und Tlaxco.